# Golf de Guinea
L'extens golf de Guinea és un entrant de l'oceà Atlàntic a la costa del sud-oest d'Àfrica. S'estén des del cap de Palmas (a Libèria) fins al cap de López (al Gabon) i, d'est a oest, banya les costes de Libèria, la Costa d'Ivori, Ghana, Togo, Benín, Nigèria, el Camerun, Guinea Equatorial, São Tomé i Príncipe i el Gabon.
Entre els rius que desguassen al golf de Guinea cal destacar: el riu Níger, el riu Volta i el riu Congo. En formen part també el golf de Benín i el golf de Bonny.
Al golf coincideixen el meridià 0 (meridià de Greenwich) amb el paral·lel 0 (l'equador terrestre), per la qual cosa es considera el centre geogràfic de la Terra.

## El nom
Es creu que l'origen del nom Guinea és una zona de la regió, tot i que les especificitats estan en disputa. Bovill (1995) en fa una descripció exhaustiva:
| « | Normalment es diu que el nom Guinea era una forma corrupta del nom Ghana, recollit pels portuguesos al Maghrib. Per exemple, en un mapa datat cap al 1320 pel cartògraf genovès Giovanni di Carignano, que va obtenir la seva informació sobre Àfrica d'un compatriota a Sijilmasa [antiga ciutat comercial al nord d'Àfrica], trobem Gunuia, i a l'atles català de 1375 com a Ginyia. Un passatge de Leo [Africanus] (vol. III, 822) assenyala que Guinea havia estat una forma corrupta de Djenné [ciutat de fa 2.000 anys al centre de Mali al riu Níger], menys famosa que Ghana però no obstant això, durant molts segles va ser famós al Magrib com un gran mercat i una seu d'aprenentatge. El passatge rellevant diu: "El Regne de Ghinea... anomenat pels comerciants de la nostra nació Gheneoa, pels habitants naturals d'aquesta Genni i pels Portugals i altres pobles d'Europa Ghinea". Però sembla més probable que Guinea derivi de aguinaou, el berber per negre. Marràqueix [ciutat del sud-est del Marroc] té una porta, construïda al segle xii, anomenada Bab Aguinaou, la Porta del Negre (Delafosse, Haut-Sénégal-Níger, II, 277-278). L'aplicació moderna del nom Guinea a la costa només data de 1481. En aquell any els portuguesos van construir un fort, São Jorge da Mina (actual Elmina), a la Regió de la Costa d'Or, i el seu rei, Joan II, va ser autoritzat pel Papa [Sixt II o Innocenci VIII] per autodenominar-se Senyor de Guinea, títol que va sobreviure fins a la recent extinció de la monarquia. | » |

El golf agafa el nom de la gran regió africana anomenada Guinea, compresa entre els caps Verd i Lopez. La costa sud de l'Àfrica occidental, al nord del golf, històricament s'anomenava l'Alta Guinea; de la costa oest de l'Àfrica meridional, a l'est del golf, se'n deia la Baixa Guinea. Tres estats africans adoptaren el nom de Guinea en assolir la independència: la República de Guinea (o simplement Guinea, també coneguda com a Guinea Conakry pel nom de la seva capital), Guinea Bissau i Guinea Equatorial. El topònim també fou utilitzat per denominar l'illa de Nova Guinea, al sud-est d'Àsia, i ha donat nom a l'actual estat de Papua Nova Guinea.
Segons les llengües oficials dels països riberencs, del golf de Guinea se'n diu Gulf of Guinea en anglès, Golfo de Guinea en espanyol, Golfe de Guinée en francès i Golfo da Guiné en portuguès.
El nom Guinea també s'aplicava a la costa sud de l'Àfrica occidental, al nord del golf de Guinea, que es va conèixer com a Guinea Superior, i a la costa oest de l'Àfrica meridional, a l'est, que es va conèixer com a Baixa Guinea. El nom Guinea encara s'adjunta als noms de tres països d'Àfrica: Guinea, Guinea-Bissau i Guinea Equatorial, així com Nova Guinea a Melanèsia.

## Història
L'exploració europea del golf de Guinea es va iniciar amb el protagonisme de Portugal. El 1471, el portuguès Fernando Poo (que buscava una ruta cap a l'Índia) va viatjar per la regió. Aquell mateix any Pedro Escobar va ajudar a descobrir la indústria de l'or que creixeria al voltant de Elmina el 1471. El desembre d'aquest any l'expedició d'Escobar i João de Santarém va arribar a l'illa de Sao Tomé i el 1472 a l'illa de Príncep, arribant l'1 de gener de 1475 l'illa de Annobón (o «Illa de l'Any Nou»), buscant ports segurs d'escala per al tràfic d'esclaus i el camí cap a les Índies vorejant el sud d'Àfrica.
El 1482 els portuguesos van fundar el fort de Sant Jordi de la Mina, al qual seguiria el de Sant António de Axim el 1486, establint l'anomenada Costa d'Or portuguesa. Per part seva, en els seus viatges per la costa africana durant els anys 1480, el navegant portuguès Diogo Cão (qui també va visitar Annobon) el 1483 va baixar del Cap López, trobant el veí regne de Loango. El 1484 el regne de Benín va rebre la visita del portuguès Joao Affonso d'Aveiro, que porta les primeres armes de foc i les primeres llavors de coco, iniciant-se des de llavors un continuat comerç amb els europeus.
Cap a 1493, Joan II de Portugal va afegir a la sèrie dels seus títols reals el de Senyor de Guinea i primer Senyor de Corisco. Els portuguesos van iniciar la colonització les illes de Bioko, Annobón i Corisco el 1494, les quals es van convertir en «factories» o llocs per al tràfic d'esclaus. A principis del segle xvi (1507), el portuguès Ramos de Esquivel va realitzar un primer intent de colonització a l'illa de Bioko, establint una factoria en Riaba i desenvolupant plantacions de canya de sucre, però va fracassar en el seu objectiu.

## Geografia
El principal riu que dispersa les seves aigües al golf és el riu Níger.
Es donen diferents definicions dels límits geogràfics del golf de Guinea; l'Organització Hidrogràfica Internacional defineix l'extensió sud-oest del golf de Guinea com la línia B des de Cap López (Lopez (0°37′S 8°43′E), al Gabon, cap al nord-oest fins a Ihléu Gago Coutinho (Ilhéu das Rôlas) (0°01′S 6°32′E); i des d'allí una línia des d'Ihléu Gago Coutinho cap al nord-oest fins al cap Palmas (4°22′N 7°44′O), a Libèria.

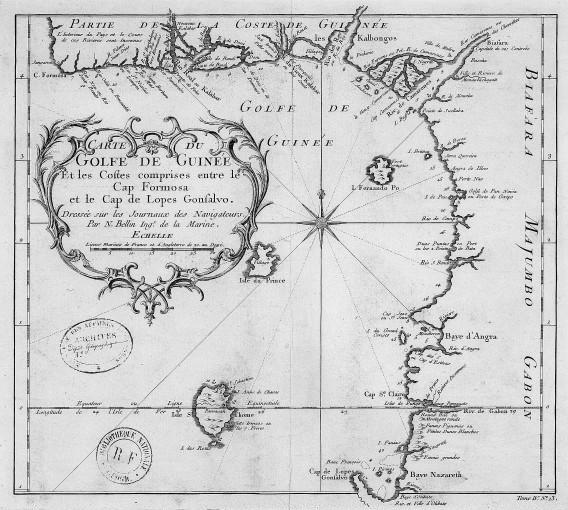
Antic mapa francès del golf de Guinea
Diferents límits del Golf de Guinea
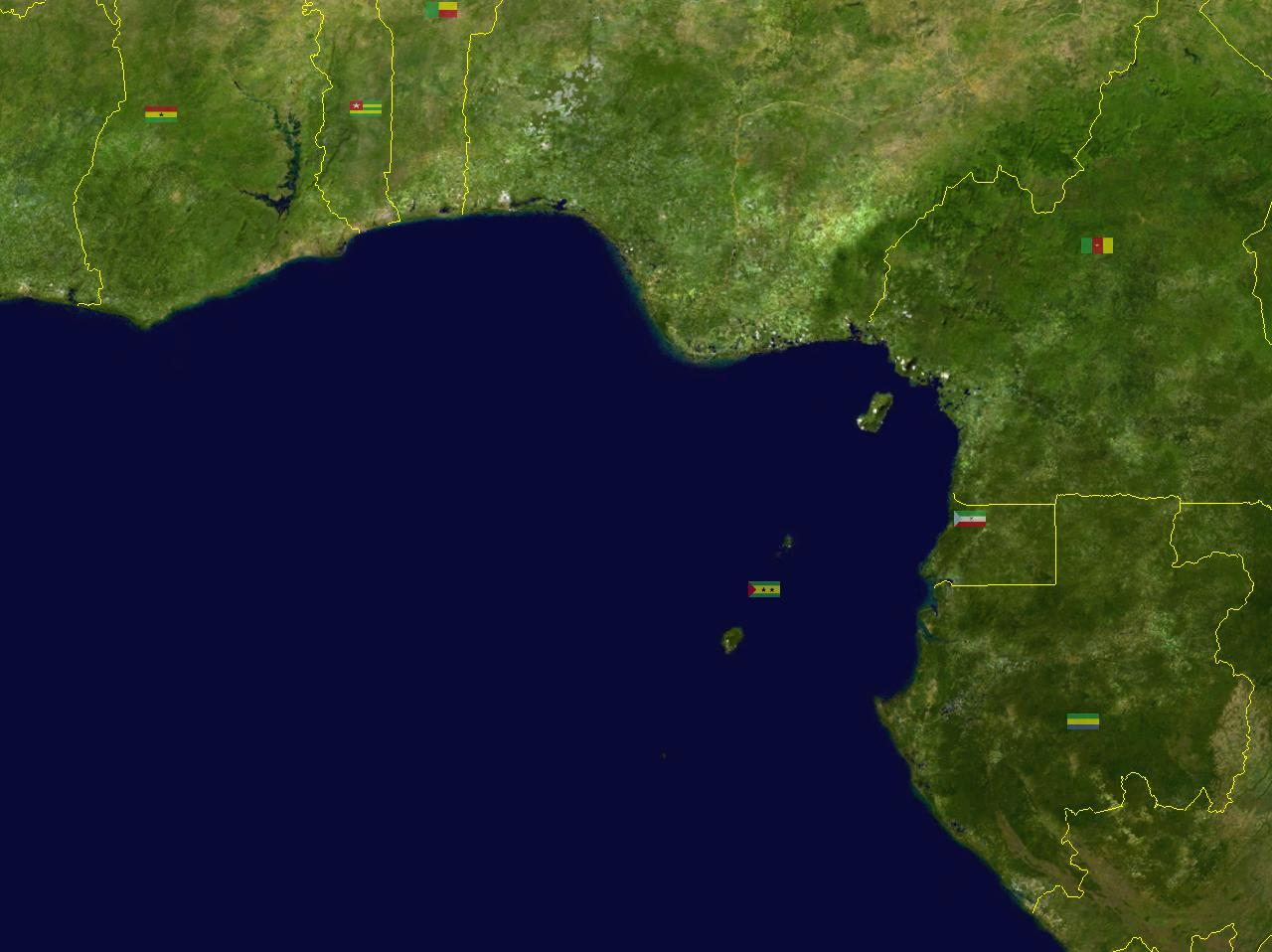
Imatges per satèl·lit del golf de Guinea que mostren les fronteres dels estats a les seves costes

### Illes al golf de Guinea
El golf de Guinea conté una sèrie d'illes, les més grans de les quals es troben en una cadena sud-oest-nord-est, que formen part de la línia de volcans del Camerun.
Annobón, també coneguda com Pagalu o Pigalua, és una illa que forma part de Guinea Equatorial
L'illa de Bobowasi és una illa de la costa oest d'Àfrica al golf de Guinea que forma part de la regió occidental de Ghana.
Bioko és una illa de la regió ambazoniana del Camerun al golf de Guinea sota la sobirania de Guinea Equatorial.
Corisco és una illa que pertany a Guinea Equatorial.
Elobey Grande i Elobey Chico són dues petites illes que pertanyen a Guinea Equatorial.
São Tomé i Príncipe (oficialment la República Democràtica de São Tomé i Príncipe) és una nació insular de parla portuguesa del golf de Guinea que es va independitzar de Portugal el 1975. Es troba a la costa equatorial occidental d'Àfrica i consta de dues illes, São Tomé i Príncep. Es troben a uns 140 km separades i a uns 250 i 225 km, respectivament, a la costa nord-oest de Gabon. Ambdues illes formen part d'una serralada volcànica extinta. São Tomé, la gran illa del sud, es troba al nord de l'equador.

### Rius que desemboquen en el golf
En el golf de Guinea desemboquen nombrosos rius del vessant occidental africà, sent els més importants els següents, d'oest a est:
- Riu Cavalla, en la costa que marca la frontera entre Libèria i Costa d'Ivori, amb 515 km.
- Riu Sassandra, en la costa de Costa d'Ivori, amb 650 km de longitud i una conca de 75 000 km².
- Riu Komoé, a Costa d'Ivori, amb 759 km i 79 087 km².
- Riu Volta, a Ghana, amb 1500 km i 407 093 km².
- Riu Bufó, a Togo-Benín, amb 467 km i 25 000 km².
- Riu Níger, a Nigèria, amb 4184 km de longitud i una conca de 2 261 763 km².
- Riu Cross, a Nigèria, amb 489 km.

### Boia en la intersecció entre l'Equador i el meridià de Greenwich
La intersecció entre l'equador i el meridià de Greenwich se situa en aquest golf en les coordenades: 0° 0′ 0.0″ N, 0° 0′ 0.0″ E / 0.000000°N,0.000000°E. Per a marcar aquest punt està la boia Soul (o estació 13010 ) que és una boia meteorològica del programa Prediction and Research Moored Array in the Atlantic (PIRATA) de l'Agència NOAA (Oficina Nacional d'Administració Oceànica i Atmosfèrica) dels EUA, que recull dades meteorològiques i oceanogràfiques.

## Seguretat marítima
La seguretat marítima al golf de Guinea consta de 18 estats sobirans. Múltiples mandats institucionals aborden la seguretat marítima al golf de Guinea: la Comunitat Econòmica dels Estats de l'Àfrica Occidental (CEDEAO) i la Comunitat Econòmica dels Estats de l'Àfrica Central (CEEAC). A més, la Comissió del Golf de Guinea (GGC) també s'encarrega de la seguretat marítima al golf de Guinea. La seguretat marítima al golf de Guinea es caracteritza no només per la pirateria, sinó per una infinitat de delictes marítims, malgrat que la pirateria sovint domina la conversa sobre seguretat marítima. Segons el Document prioritari per als esforços danesos per combatre la pirateria i altres tipus de delinqüència marítima 2019-2022, la pirateria i la delinqüència marítima es defineixen de la següent manera:
| « | La pirateria es pot definir com qualsevol acte il·legal de violència, detenció o depredació comesa amb finalitats privades en alta mar contra un altre vaixell o avió. Els delictes marítims poden incloure robatori a mà armada al mar, tràfic de persones o contraban de mercaderies il·lícites, drogues i armes, pesca il·legal, robatori de combustible i molt més. | » |

Els altres delictes notables al golf de Guinea són la pesca il·legal, el segrest per rescat, el tràfic de drogues i l'acumulació de petroli. L'acumulació il·legal de petroli consisteix en l'atac de vaixells que transporten petroli i el trasllat al vaixell dels lladres, després del qual el petroli es ven als mercats locals i internacionals.
El segrest per rescat és un dels delictes marítims més freqüents a la regió. Entre el 2018 i el 2019, el nombre de membres de la tripulació que van ser segrestats al golf de Guinea va augmentar un 50%, la qual cosa va fer que la regió representés el 90% dels segrests mundials al mar.

## Ports principals del golf de Guinea
- Abidjan (Costa d'Ivori)
- Accra (Ghana)
- Lomé (Togo)
- Cotonou i Porto-Novo (Benín)
- Lagos (Nigèria)
- Douala (Camerun)
- Libreville i Port-Gentil (Gabon)

## Bibliografiа
- Russell, Peter Edward. Yale University Press. Prince Henry 'the Navigator': A Life (en anglès), 2001-01-01, p. 318. ISBN 978-0-300-09130-4.
- Stephens, H. Morse. Portugal., 1891, p. 164.
- Maryland State Colonization Society. Baltimore, Maryland State Colonization Society. Maryland colonization journal, 1835, p. 280.
- «World Directory of Minorities and Indigenous Peoples - Guinea: Overview».   Minority Rights Group International. [Consulta: 24 maig 2016].
- W. D. Cooley (1841) The Negroland of the Arabs examined and explained. Cooley, William Desborough. The Negroland of the Arabs Examined and Explained; or, an Inquiry into the Early History and Geography of Central Africa, 1841, p. 20.
- DIFFIE, Bailey W. and WINIUS, George D. - Foundations of the Portuguese Empire, 1415-1580, Volume 1, University of Minnesota Press, 1977.
- NEWITT, Malyn- A history of Portuguese overseas expansion, 1400-1668, Routledge, New York, 2005.
- «Censo de población 2015–República de Guinea Ecuatorial» (en castellà) p. 7.   INEGE. Arxivat de l'original el 8 octubre 2017. [Consulta: 8 octubre 2017].
- Routledge. Encyclopedia of the World's Minorities, 2005, p. 107. ISBN 1-57958-468-3.
- «Ano Bom - A Ilha Esquecida no Meio do Atlântico». Arxivat de l'original el 2016-03-04. [Consulta: 29 juliol 2018].
- «republicofequatorialguinea.net».   espanol.republicofequatorialguinea.net. Arxivat de l'original el 2010-04-26. [Consulta: 14 gener 2023].
- «Fa d'Ambu».   Ethnologue. [Consulta: 15 novembre 2010].
- «Assinado termo de cooperação entre IILP e Guiné Equatorial» (en portuguès).   Instituto Internacional de Língua Portuguesa, 07-02-2012. [Consulta: 27 març 2012].
- «Protocolo de Cooperação entre a Guiné-Equatorial e o IILP» (en portuguès).   CPLP, 07-02-2012. [Consulta: 27 març 2012].
- «Equatorial Guinea Adds Portuguese as the Country's Third Official Language».   PRNewsWire, 14-10-2011. [Consulta: 15 novembre 2010].
- «El portugués será el tercer idioma oficial de la República de Guinea Ecuatorial» (en castellà).   Gobierno de la Republica de Guinea Ecuatoria. Arxivat de l'original el 03. 09. 2015. [Consulta: 15 novembre 2010].
- «Proyecto de Ley Constitucional».   Gobierno de la Republica de Guinea Ecuatorial, 14-10-2011. Arxivat de l'original el 03. 01. 2012. [Consulta: 15 novembre 2010].